# Aplocera bohatschi
Aplocera bohatschi is een vlinder uit de familie spanners (Geometridae). De wetenschappelijke naam is voor het eerst geldig gepubliceerd in 1914 door Pungeler.
De soort komt voor in Europa.